# Cadena principal dels Alps

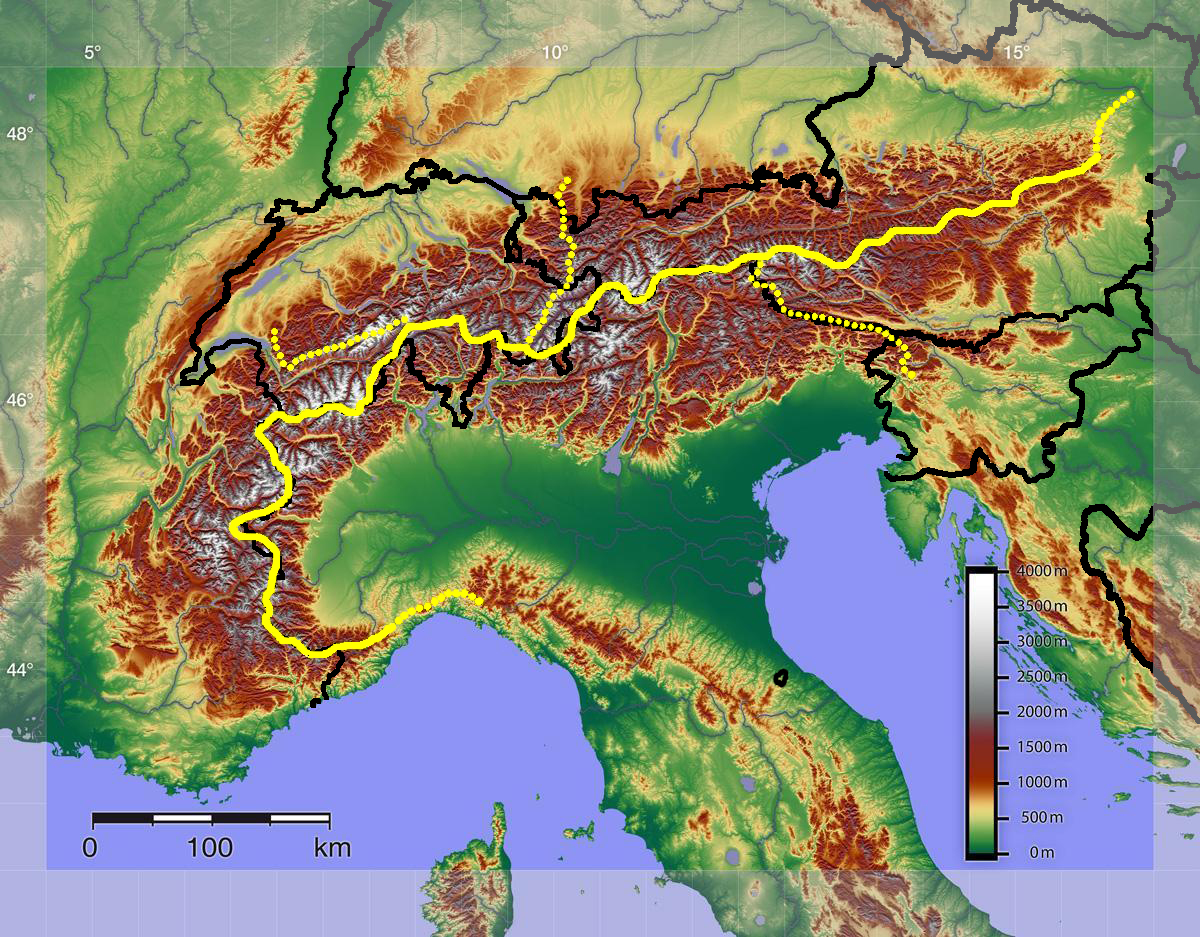
Cadena principal dels Alps

La cadena principal dels Alps, també dita Divisòria Alpina és la línia central de muntanyes que formen la divisòria hidrogràfica de la serralada. Entre els grups de muntanyes es troben els Alps del Dofinat, els Graians orientals i occidentals, tots els Alps Bearnesos, el Tödi, Albula i Silvretta, les serralades Ortler i Adamello, i les Dolomites del Tirol del Sud, com també els Alps més baixos de Baviera (Vorarlberg), i de Salzburg.

## Característiques principals
Els Alps generalment es divideixen entre Alps Occidentals i Alps Orientals, tallats per la línia entre el Llac Constança i el Llac Como, seguint la vall del Rin.